# Future Shock (Stratovarius)
Future Shock è il primo dei due singoli del gruppo musicale finlandese Stratovarius usciti prima dell'album d'esordio Fright Night.

## Tracce
1. Future Shock – 4:33
2. Witch-Hunt – 3:19

## Formazione
- Tuomo Lassila - batteria
- Jyrki Lentonen - basso
- Timo Tolkki - chitarra e voce